# André-Pierre Hillairet
André-Pierre Hillairet, francoski general, * 1881, † 1950.